# Croesoactia cincta
Croesoactia cincta är en tvåvingeart som beskrevs av Townsend 1927. Croesoactia cincta ingår i släktet Croesoactia och familjen parasitflugor.
Artens utbredningsområde är Peru. Inga underarter finns listade i Catalogue of Life.